# صحافة الموضة

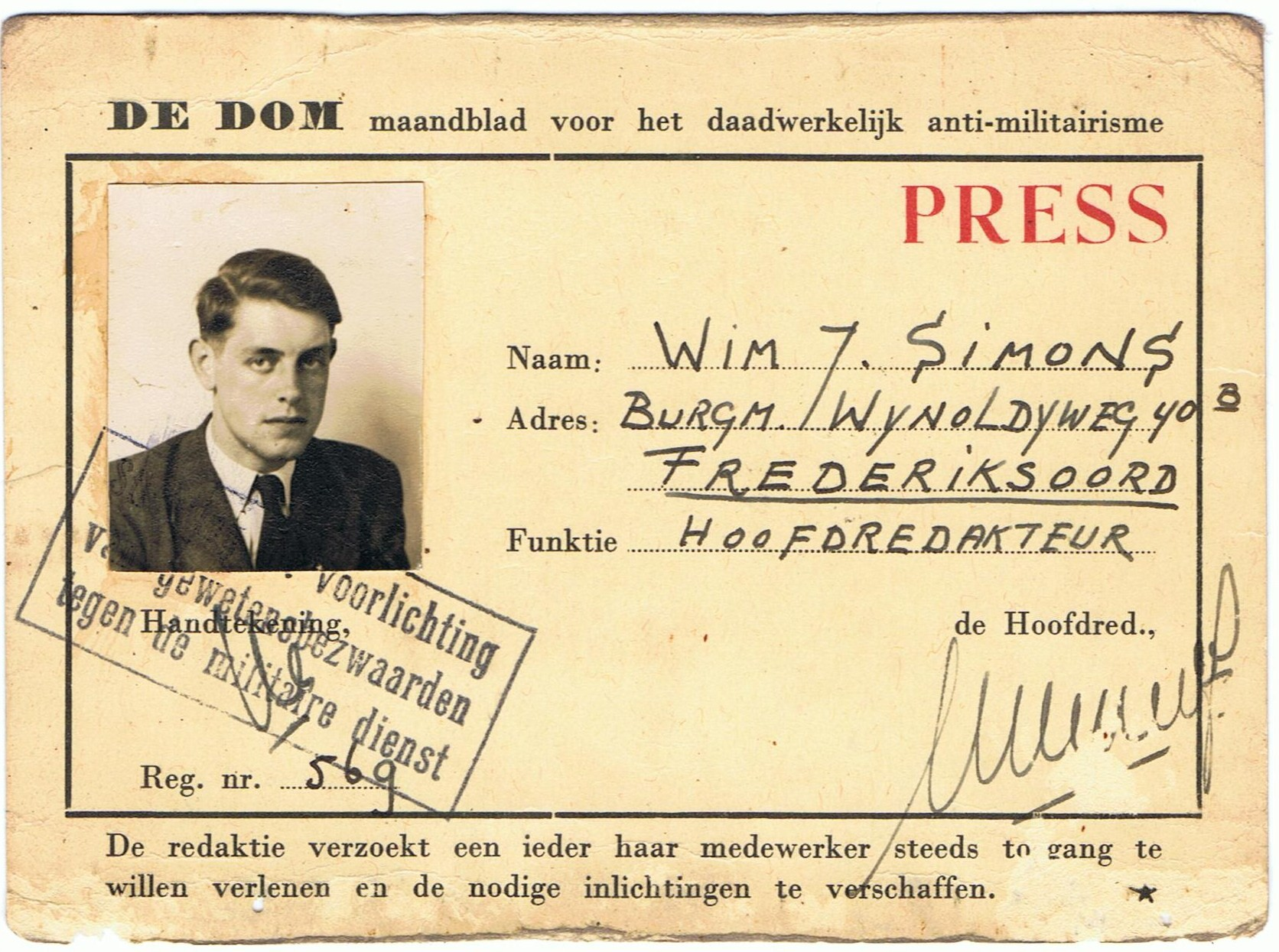

تشمل صحافة الموضة جميع جوانب إعلام الموضة، بما في ذلك الكتاب والنقاد والصحفيون العاملون في مجال الموضة. ومن الأمثلة الأكثر وضوحًا على صحافة الموضة مقالات الموضة في المجلات والصحف، وقد تتضمن أيضًا كتبًا حول الموضة، وتقارير حولها في التلفاز ومجلات الموضة على شبكة الإنترنت و مواقع الويب والمدونات. ونظرًا لأن المقالات غالبًا ما تتعامل مع «النزعات» و«الاتجاهات»، والتي تتسم بالشخصنة أو الخيالية، فلا تحمل صحافة الموضة الجوانب الإجرائية العامة والضرورية للصحافة المهنية.
وقد يتباين عمل صحفي الموضة تباينًا كبيرًا. ويشمل العمل النموذجي كتابة أو تحرير المقالات، أو المساعدة في صياغة وتحديد أسلوب جلسات التصوير المتعلقة بالموضة. فصحفي الموضة عادة ما ينفق الكثير من وقته في البحث و/أو إجراء مقابلات؛ ومن الضروري أن يكون لديه علاقات جيدة مع العاملين في صناعة الموضة، بما في ذلك المصورون والمصممون والمتخصصون في العلاقات العامة.
وصحفيو الموضة إما موظفون بدوام كامل لدى مؤسسة أو يعملون على أساس حر.
وقد اكتسبت هذه المهنة مزيدًا من الأهمية في وسائل الإعلام الأخرى بعد صدور أفلام مثل الشيطان يرتدي برادا (The Devil Wears Prada) (2006) واعترافات محبي التسوق (Confessions of a Shopaholic) (2009) وعدد سبتمبر (The September Issue) (2009) والمسلسل التلفزيوني بيتي القبيحة (Ugly Betty) (2006–2010).

## صحافة الموضة والإنترنت
بعد حوالي نصف عام من إطلاق رائدة الموضة فاشون نت (Fashion Net) مع بداية عام 1995، ظهر أمريكان فاشون مول (American Fashionmall) ومجلة إل (ELLE) الفرنسية. 
وقد أنتجت فاشون لايف أول بث شبكي حي للموضة على الإنترنت لعرض منتجات العلامة التجارية إيف سان لوران (Yves Saint Laurent) عام 1996. وفي عام 1998، بدأت مجلة «ستايل وهنت» (Style and Hint) التابعة لقناة سي إن إن في الصدور. وشهد العام التالي ارتفاع وهبوط شركة Boo.com، حيث بلغ قيمة ما أنفقته الشركة 135 مليون دولار في 18 شهرًا. 
وقد بدأ موقع Style.com، وهو المظلة الإلكترونية لمجلة فوغ (Vogue) ودبليو (W)، في عام 2000. ولا يعد Style.com موقعًا صحفيًا فحسب، ولكنه مصدر لعرض مجموعات كاملة من عروض الأزياء المختارة (من بين العلامات التجارية الأكثر شهرة) في كل موسم. وفي أعقاب الخلاف الذي نشب بينهما عام 2007، تركت دبليو موقع Style.com وأسست موقعها على شبكة الإنترنت لمجلة فوغ وحدها.
وفي أواخر عام 2000، ازدهرت مجلة بيوتي فلو (Beauty Flow) بمحتواها الحصري للافتتاحيات والصور والتقارير.